# Leptosiella hefferni
Leptosiella hefferni là một loài bọ cánh cứng trong họ Cerambycidae.